# Ранонг (провинция)
Ранонг (тайск. ระนอง) — провинция на юге Таиланда, расположена на побережье Андаманского моря. Граничит с провинциями: Чумпхон, Сураттани и Пхангнга, а также с Мьянмой.

## География
Провинция расположена на перешейке Кра, соединяющем полуостров Малакка с азиатским континентом, на западных склонах хребта Пхукет. Ранонг — наименее населённая провинция Таиланда, 80 % территории покрыто лесами, 67 % — горные территории.

## Административное деление
Провинция делится на 5 районов (ампхе), которые в свою очередь, состоят из 30 подрайона (тамбон) и 167 поселений (мубан):
| 1. Муангранонг 2. Лаун 3. Капое | 1. Крабури 2. Суксамран |

## Экономика
Традиционно главной промышленностью была добыча олова, но сейчас большинство шахт истощенны. Сегодня, основу промышленности составляют: добыча белой глины, производство фарфора и рыбная ловля, также здесь выращивают каучуконосы и орех кешью.